# Phablet

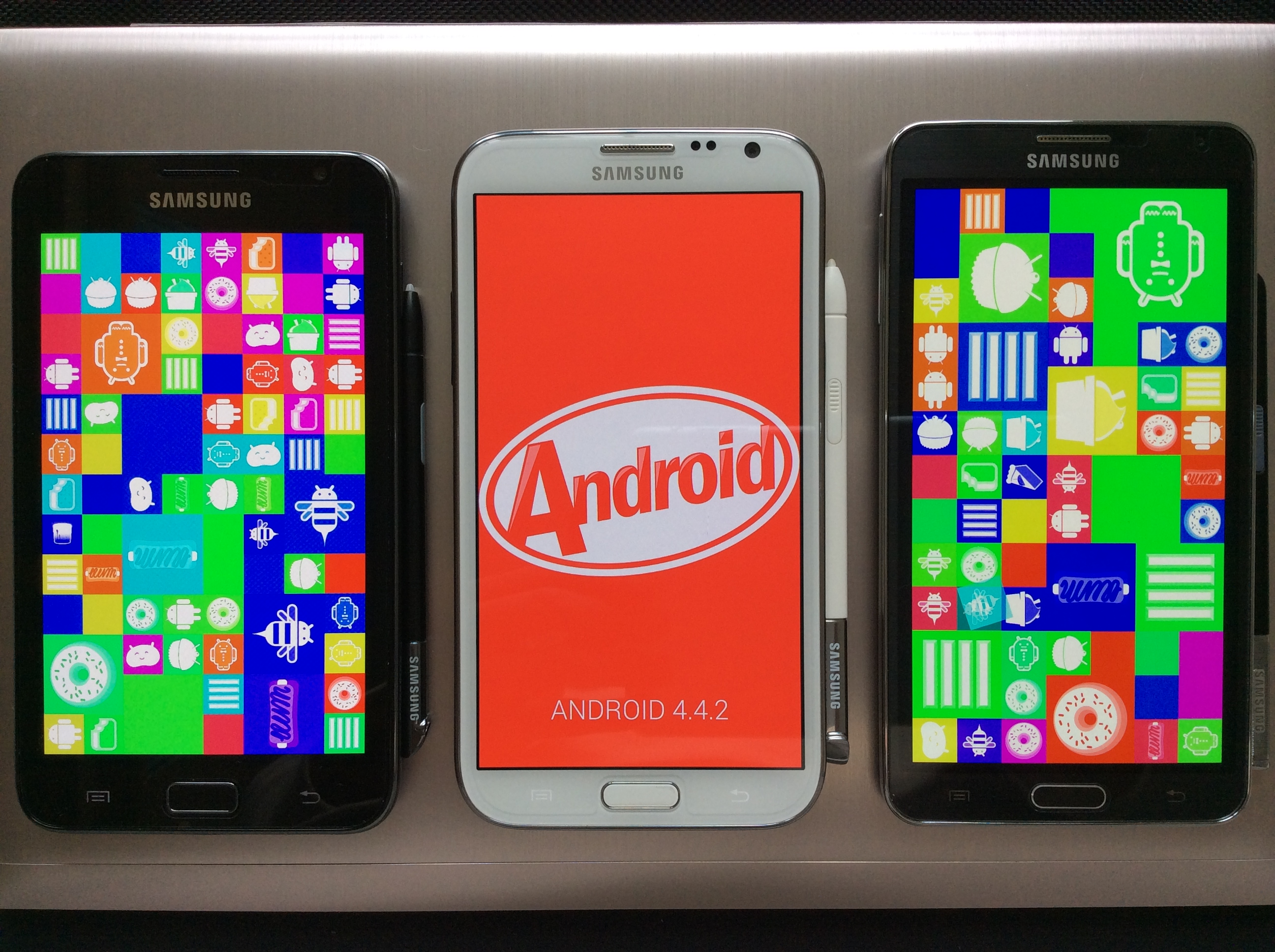
Samsung Galaxy Note

En phablet (/ˈfæblɪt/) är en smarttelefon som har en skärmstorlek på över 5,5 tum i syfte att kombinera och brygga funktionalitet mellan en smartphone och en surfplatta och på så sätt eliminera behovet av två enheter. Under början av 2013 beskrev The Wall Street Journal en phablet som en hybrid mellan smarttelefon och surfplatta med en skärm på mellan 5 och 7 tum. Själva termen phablet är ett teleskopord av de engelska orden phone och tablet (surfplatta) och blev allmänt accepterat under 2008.
Den större skärmen hos en phablet kan underlätta användande av webben och uppspelning av multimedia. Enheten kan innehålla mjukvara som är optimerad för en penna, som i fallet med Samsungs Galaxy Note. Med pennan kan användaren rita, föra anteckningar och skriva kommentarer.
I januari 2013 rapporterade IHS att 25,6 miljoner phabletenheter såldes under 2012. Försäljningen uppskattades kunna öka till 60,4 miljoner sålda enheter år 2013 och nå 146 miljoner under 2016.
Barclays beräknade att försäljningen av phabletenheter skulle öka från 27 miljoner 2012 till 230 miljoner 2015.
I en analys från 2013 noterade Engadget att phabletens popularitet berodde på en kombination av minskande priser på bildskärmar, minskande strömförbrukning med bättre batterier och därmed betydligt längre användningstid mellan laddningar samt en ökad betydelse av multimedia. Under 2012 uppmärksammade Forbes Magazine att framförallt mäns kläder kan komma att anpassas för phabletenheter, eftersom en typisk tabletdator i allmänhet inte ryms i de flesta kläder och män sällan använder handväska. Doug Conklyn, vice ordförande för klädmärket Dockers, berättade för Fox News att företaget omarbetade sina byxfickor för att rymma de växande smartphone-enheterna.
Reuters beskrev 2013 som "Year of the Phablet".

## Historia
I en artikel över de 10 tidigaste enheterna i phablet-konceptets historia benämnde PC Magazine AT&T EO 440 (1993) som "the first true phablet" (världens första äkta phablet). Här följer en uppräkning av alla tio:
- 1993 AT&T EO 440
- 2007 HTC Advantage (5,0 tums bildskärm)
- 2007 Nokia N810WiMAX Edition (4,13 tums bildskärm)
- 2009 Verizon Hub
- 2010 LG GW990 (4,8 tums bildskärm)
- 2010 Dell Streak (5,0 tums bildskärm)
- 2011 Dell Streak 7 (7,0 tums bildskärm)
- 2011 Acer Iconia Smart (4,8 tums bildskärm)
- 2011 Samsung Galaxy Player 5 (5,0 tums bildskärm)
- 2011 Pantech Pocket
- 2011 Samsung Galaxy Note (5,3 tums bildskärm)